# Breite Straße 25 (Düsseldorf)

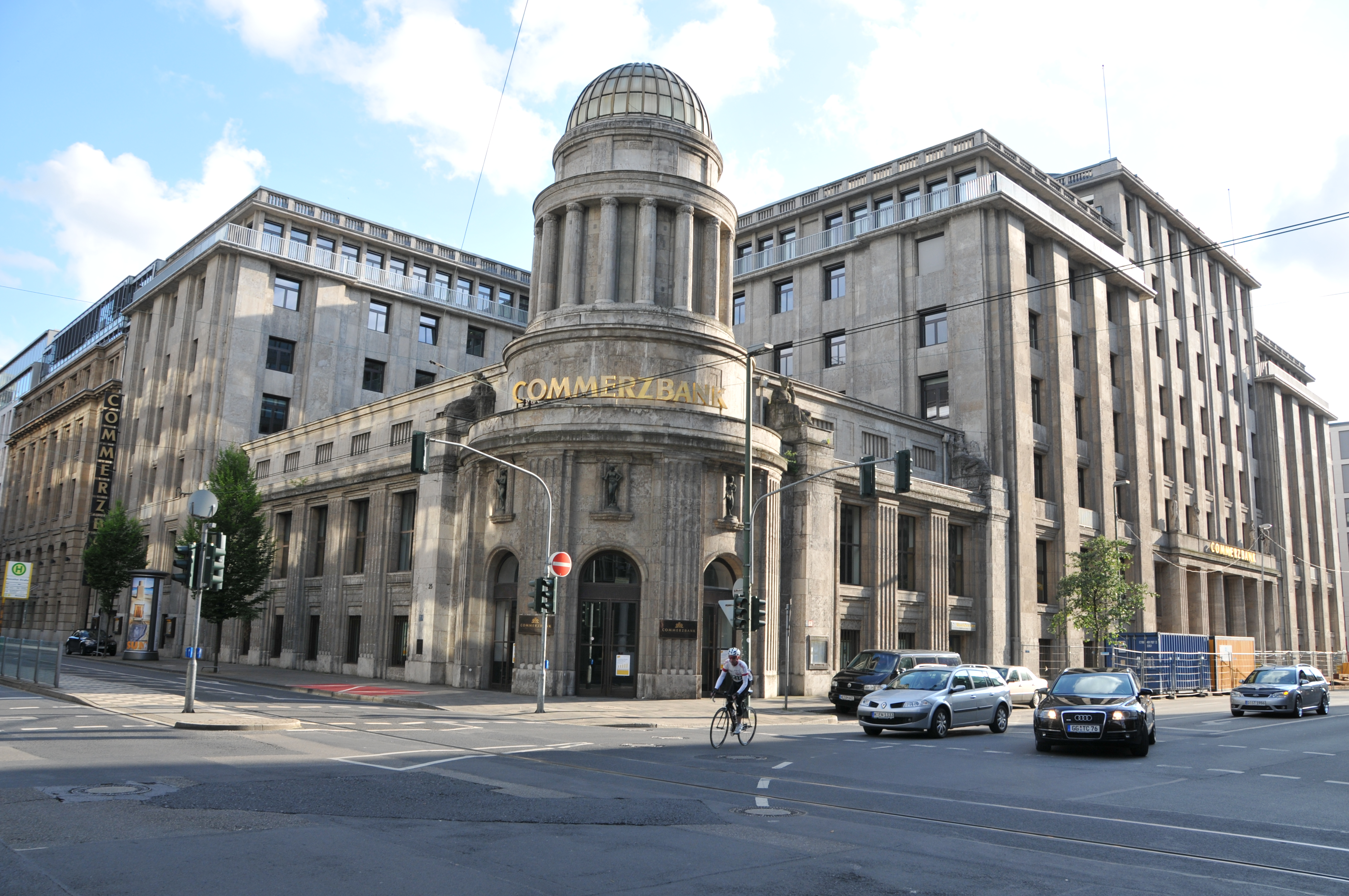
Commerzbank Gebäude, Breite Straße/Benrather Straße

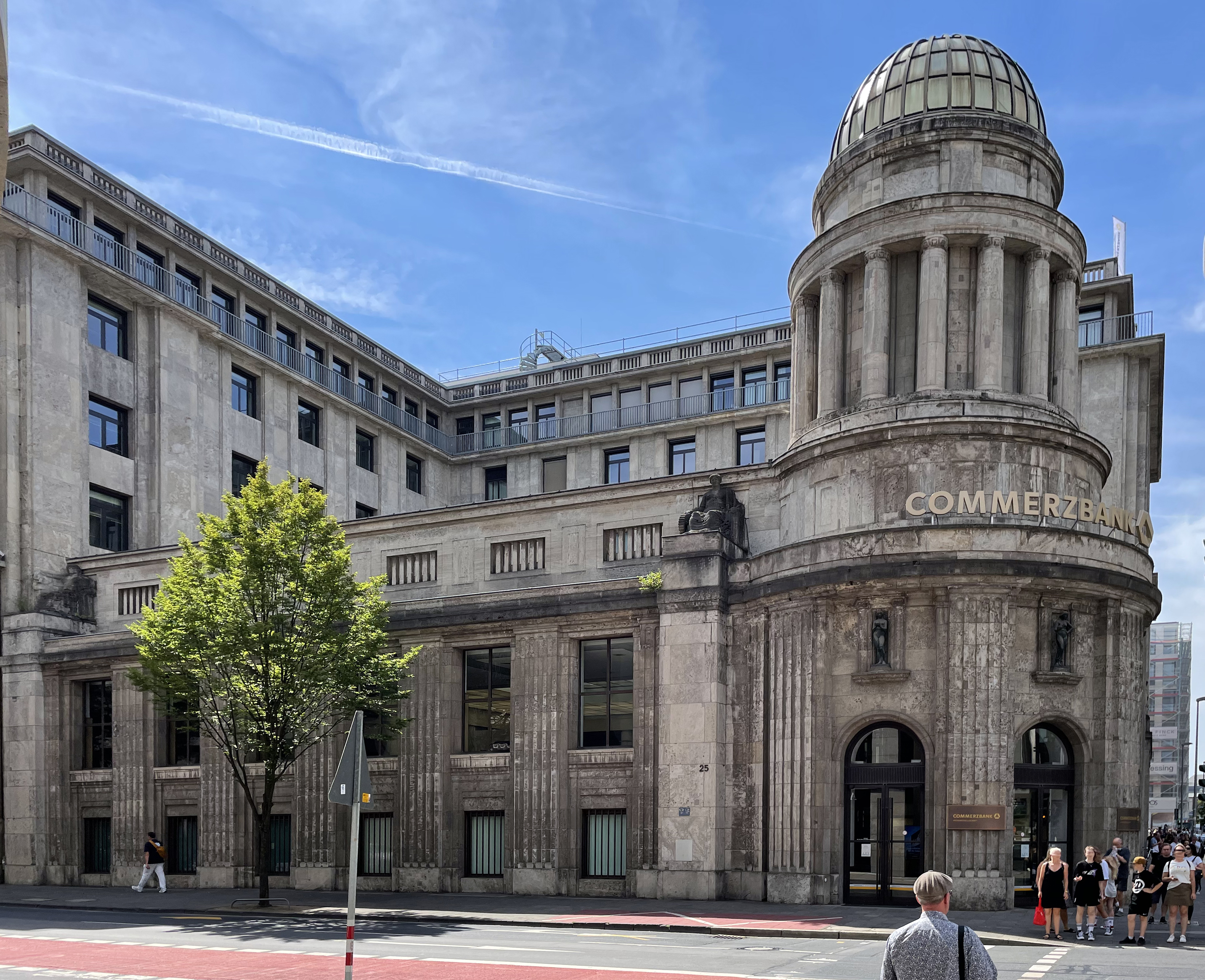
Fassade Breite Straße 25 Ecke zur Benrather Straße

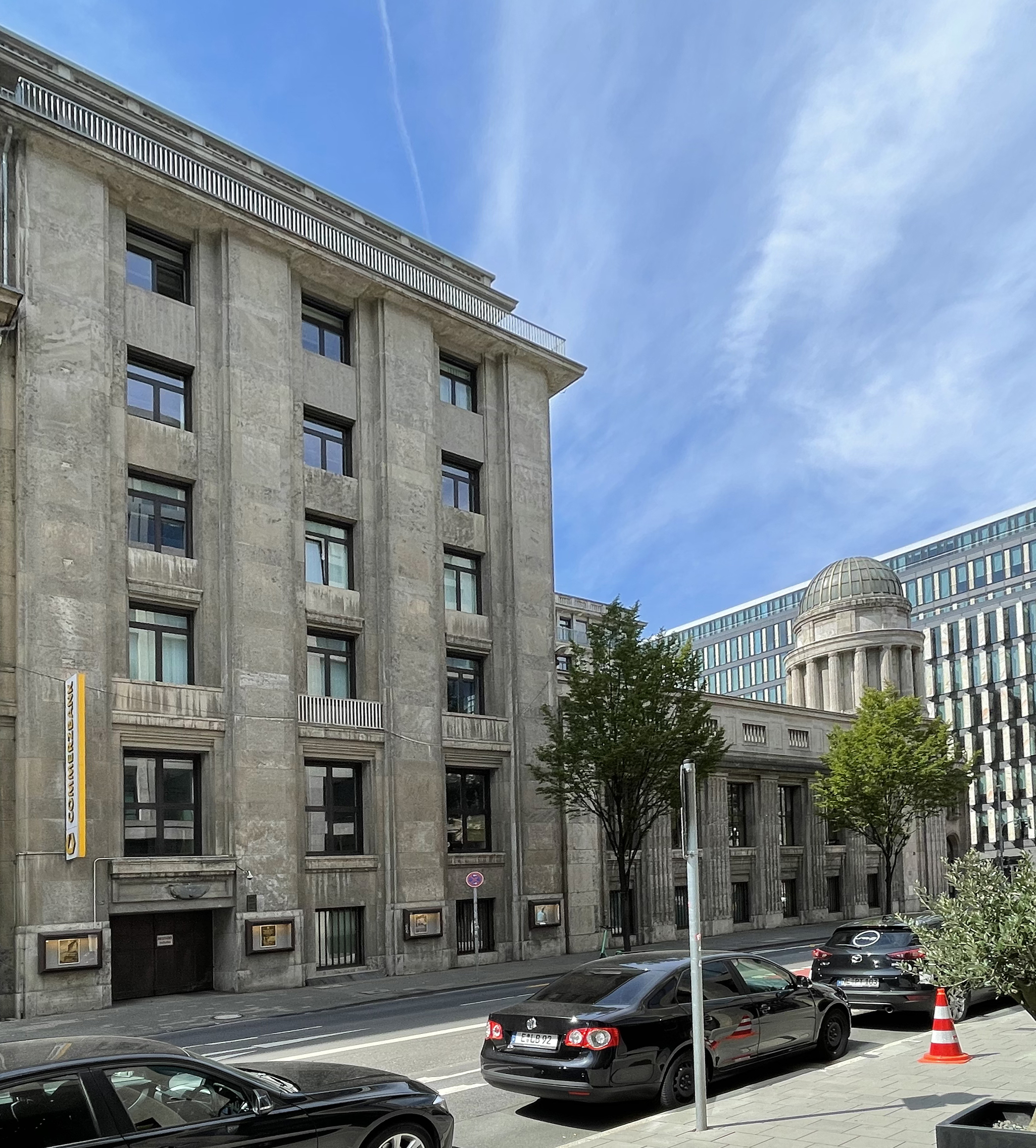
Fassade an der Breite Straße 25a und 25

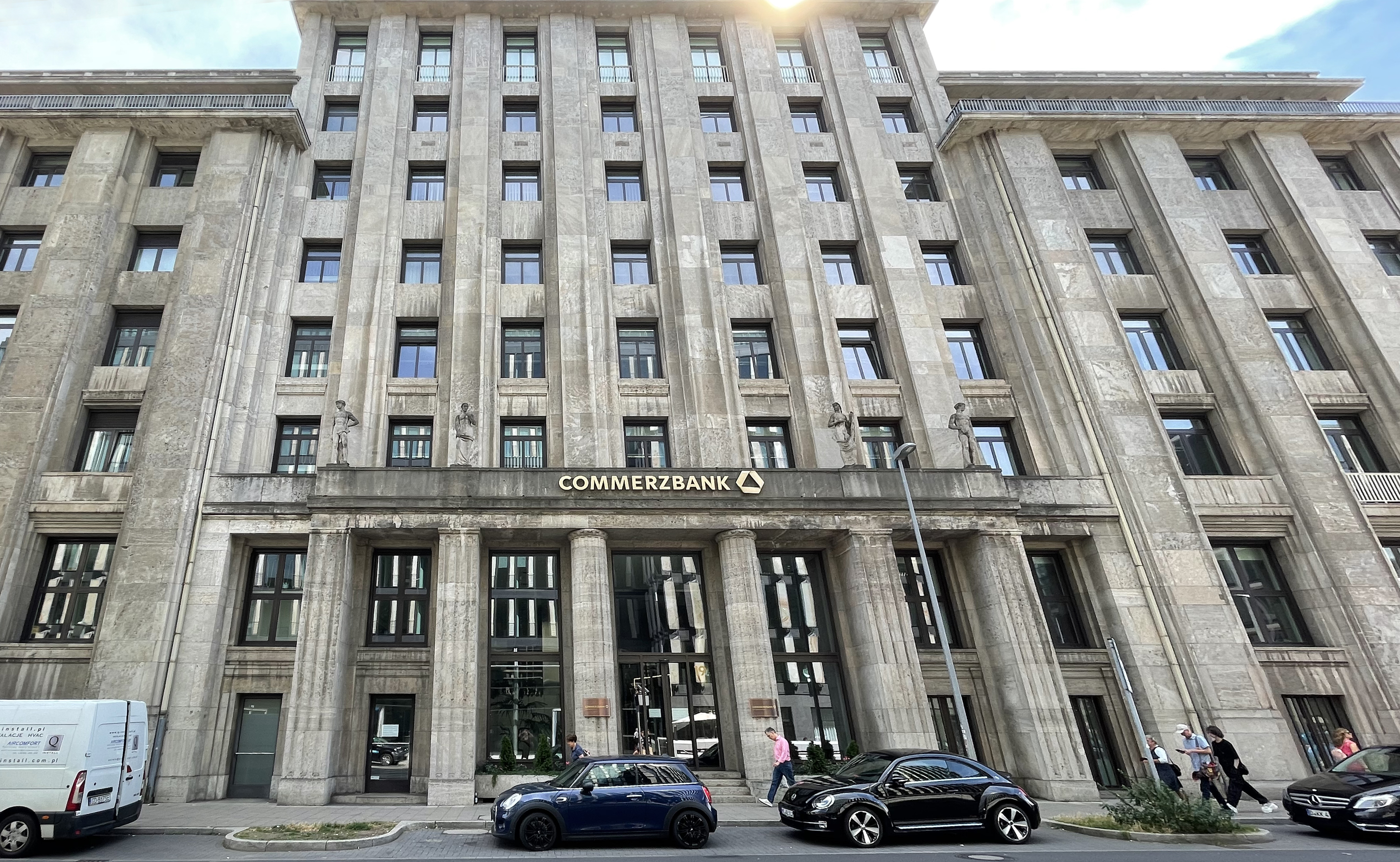
Fassade an der Benrather Straße 19

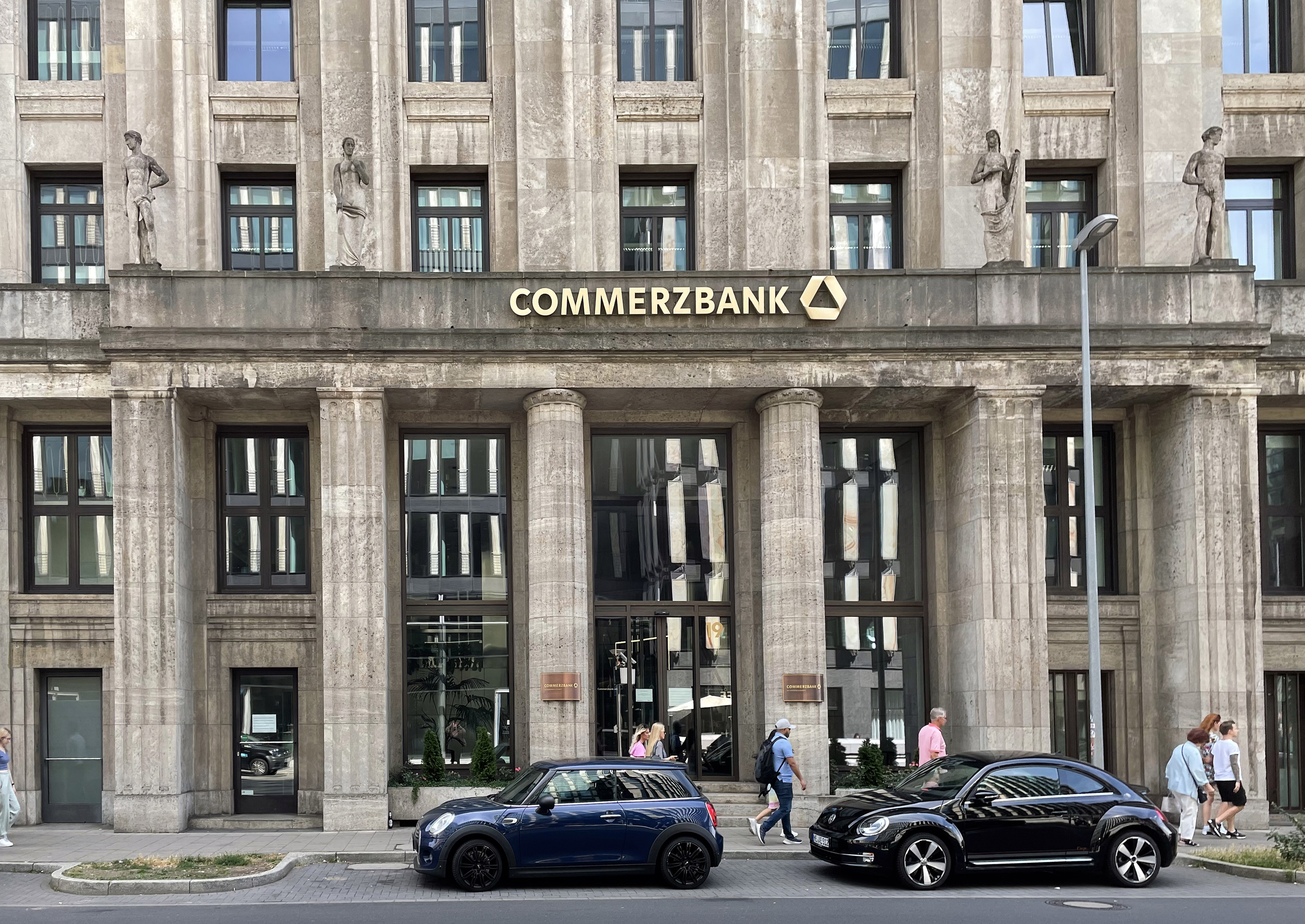
Portal Benrather Straße 19 mit Skulpturen von Zieseniss und Knubel

Das Gebäude Breite Straße 25 in Düsseldorf wurde als Düsseldorfer Hauptverwaltungsgebäude des Barmer Bankvereins von 1911 bis 1912 nach Entwürfen von Carl Moritz und Werner Stahl im Stil des Neoklassizismus errichtet. Die Fassaden des Gebäudes stehen unter Denkmalschutz.

## Geschichte
1910 legten die Kölner Architekten Carl Moritz und Werner Stahl einen Entwurf für den Neubau des Hauptverwaltungsgebäudes des Barmer Bankvereins in Düsseldorf vor, der 1911–1912 ausgeführt wurde. 1932 übernahm die Commerzbank bei ihrer Fusion mit dem Barmer Bankverein auch dieses Gebäude. Es beheimatet heute eine Filiale der Commerzbank und verschiedene Tochtergesellschaften des Unternehmens.

## Beschreibung
Den ursprünglichen Kernbau des Bankgebäudes bildet ein eingeschossiger Eckbau mit zurückgesetztem Attikageschoss mit Tempietto an der Ecke Benrather Straße und Breite Straße, der auf beiden Seiten von einem viergeschossigen, dreiachsigen Winkelbau umschlossen wird. Die Erdgeschosszone des Tempiettos wird aus drei Bogenstellungen mit darüberbefindlichen Figurennischen im Wechsel mit kannelierten Kolossalpilastern gebildet. In den Nischen befinden sich drei Bronzeplastiken, deren Bildhauer bis dato unbekannt ist. Das zweite Obergeschoss ist ein Rundbau (Tambour) mit Kuppelgewölbe, wobei der Unterbau nach antikem Rundtempel-Vorbild mit einem Säulenkranz gestaltet worden ist.
Die Fassaden des eingeschossigen Eckbaus von 1912 sind an der Benrather Straße in drei, an der Breite Straße in sechs Achsen unterteilt. Diese zeigen kannelierte, breite Kolossalpilaster mit eingetieften Fensterfeldern und jeweils zwei übereinanderliegenden Fenstern des Sockel- und Erdgeschosses. Den oberen Abschluss bildet eine umlaufende Steinbalustrade. Zwei Steinfiguren von den Bildhauern Georg Grasegger und Josef Moest – auf Pfeilern ruhend – sind der Brüstung vorgelagert.
1924 erweiterten die Architekten Carl Moritz und Albert Betten den viergeschossigen Bauteil an der Benrather Straße nach Westen bis zur Kasernenstraße, so dass hier eine in sich symmetrische dreizehnachsige, viergeschossige Fassade entstand. An der Fassade bildet eine umlaufende Balustrade den Abschluss. Dort wurden 1925 vier lebensgroße Skulpturen aufgestellt. Es handelt sich um zwei Paare, jeweils als Halbakte aufgeführt. Das linke Paar schuf der Bildhauer Rudolf Zieseniss, das rechte Paar wurde von Johannes Knubel geschaffen. 
1951 wurde das Gebäude nach Kriegsschäden wiederaufgebaut. 1956 erfolgte ein Ausbau des Daches zu einem zeittypischen Staffelgeschoss, wobei der siebenachsige Mittelteil des Flügels an der Benrather Straße jedoch um zwei Vollgeschosse aufgestockt wurde. Um den Baukomplex zu erweitern, wurde 1962 bis 1965 an der Kasernenstraße gegenüber dem Altbau ein zwölfgeschossiges Hochhaus nach Entwürfen des Architekten Paul Schneider-Esleben erbaut. Über eine die Kasernenstraße querende geschlossene Fußgängerbrücke wurden die beiden Gebäude miteinander verbunden. Die Kassenhalle wurde 1966 (von Hentrich und Petschnigg) und erneut 1992 (von Helmut Kohl und der Stadler Projekt GmbH) umgebaut.

## Kunstgeschichtliche Einordnung
Das Bankpalais zeigte ursprünglich ein ideologisches Pathos, wie Allegorien von Handel, Wissenschaft und Künste. Bei der neuen Groß-Hallen-Gestaltung wurde dieses Pathos überwunden, das Düsseldorfer Hauptverwaltungsgebäude des Barmer Bankvereins gilt als Gebäude, „wo man von jedem ikonischen Zeichen Abstand genommen (habe) und eine ästhetische Wirkung nur durch die Zusammensetzung der Baumateralien und -formen“ erzielt.
Es ist „ein neuartiger Gedanke, dass die Architekten die Funktion und Bedeutung der Kassenhalle auch im Äußeren zeigen, indem sie den mit neuklassizistischen Formen geschmückten Eckbau durch den Tempietto betonen“.